# Eupithecia kurilensis
Eupithecia kurilensis är en fjärilsart som beskrevs av Felix Bryk 1942. Eupithecia kurilensis ingår i släktet Eupithecia och familjen mätare. Inga underarter finns listade i Catalogue of Life.